# Det røde vandtårn (Viborg)
|  | Denne artikel handler et vandtårn i Viborg. Se Det røde vandtårn for andre betydninger. |
Det røde vandtårn er et vandtårn beliggende på Gl. Skivevej, helt ud til Indre Ringvej i Viborg.

## Historie
Vandtårnet var før i tiden det første man så når man kom til Viborg fra nord. Tårnet har om aftenen en rød lysinstallation tændt, og derfor har det fået kælenavnet "Læbestiften".
Ejeren Energi Viborg benytter stadigvæk tårnet til levering af drikkevand til Viborg by.
Det lille nærliggende boligområde "Tårnparken", ejet af Boligselskabet Sct. Jørgen, er opkaldt efter vandtårnet.